# وقایع
وقایع نام یکی از مطبوعات استان فارس در دوران پهلوی اول است.
این روزنامه از سال ۱۳۰۴ خورشیدی به وسیله علی شیرازی مشهور به مترجم‌السلطنه، در شیراز به چاپ رسیده است.